# Igeltjärnet (Eda socken, Värmland)
Igeltjärnet är en sjö i Eda kommun i Värmland och ingår i Göta älvs huvudavrinningsområde.